# Giovanni Sgambati
Giovanni Sgambati (ur. 28 maja 1841 w Rzymie, zm. 14 grudnia 1914 tamże) – włoski kompozytor, pianista, dyrygent i pedagog.

## Życiorys
Kształcił się początkowo u Amerigo Barbieriego, później uczył się fortepianu u Tiberio Natalucciego w Trevi. W 1860 roku wrócił do Rzymu. Był uczniem Ferenca Liszta. Koncertował jako pianista m.in. w Anglii, Francji i Rosji. Od 1869 roku w swoim domu udzielał bezpłatnych korepetycji z gry na fortepianie. W 1877 roku objął klasę kompozycji w nowo utworzonym Liceo Musicale przy Akademii Muzycznej św. Cecylii w Rzymie. Był wielbicielem Richarda Wagnera, którego poznał osobiście w 1876 roku. Od 1893 roku pełnił funkcję dyrektora artystycznego Accademia Filarmonica w Rzymie. W 1901 otrzymał od króla Krzyż Wielki Orderu śś. Maurycego i Łazarza.

## Twórczość
Jako jeden z nielicznych kompozytorów włoskich XIX wieku tworzył muzykę instrumentalną, przygotowując grunt pod jej odrodzenie po okresie dominacji opery. Jako dyrygent poprowadził premierowe włoskie wykonania III symfonii Ludwiga van Beethovena i Symfonii dantejskiej Ferenca Liszta.

## Ważniejsze kompozycje
(na podstawie materiałów źródłowych)

### Utwory orkiestrowe
- I symfonia d-moll (1881)
- II symfonia Es-dur (1883)
- Ouverture festiva (1879)
- Sinfonia-epitalamio (1887)
- Koncert fortepianowy g-moll (1880)
- Te Deum laudamus na orkiestrę smyczkową i organy (1893, 2. wersja na dużą orkiestrę 1908)

### Utwory kameralne
- Nonet smyczkowy (1866, zaginiony)
- I kwintet fortepianowy f-moll (1866)
- II kwintet fortepianowy B-dur (1876)
- Kwartet smyczkowy cis-moll (ok. 1882)

### Utwory fortepianowe
- 6 nokturnów (ok. 1873–1897)
- Preludio e fuga es-moll (1876)
- Suita (1888)
- Benedizione musicale na organy (1894)

### Utwory wokalno-instrumentalne
- Audi filia na chór i orkiestrę (ok. 1870)
- Requiem na baryton, chór i orkiestrę lub organy (1895–1896, wersja zrewidowana 1901)
- Versa est in luctum cythara mea na baryton, orkiestrę smyczkową i organy (1900)